# Bozna, Sălaj

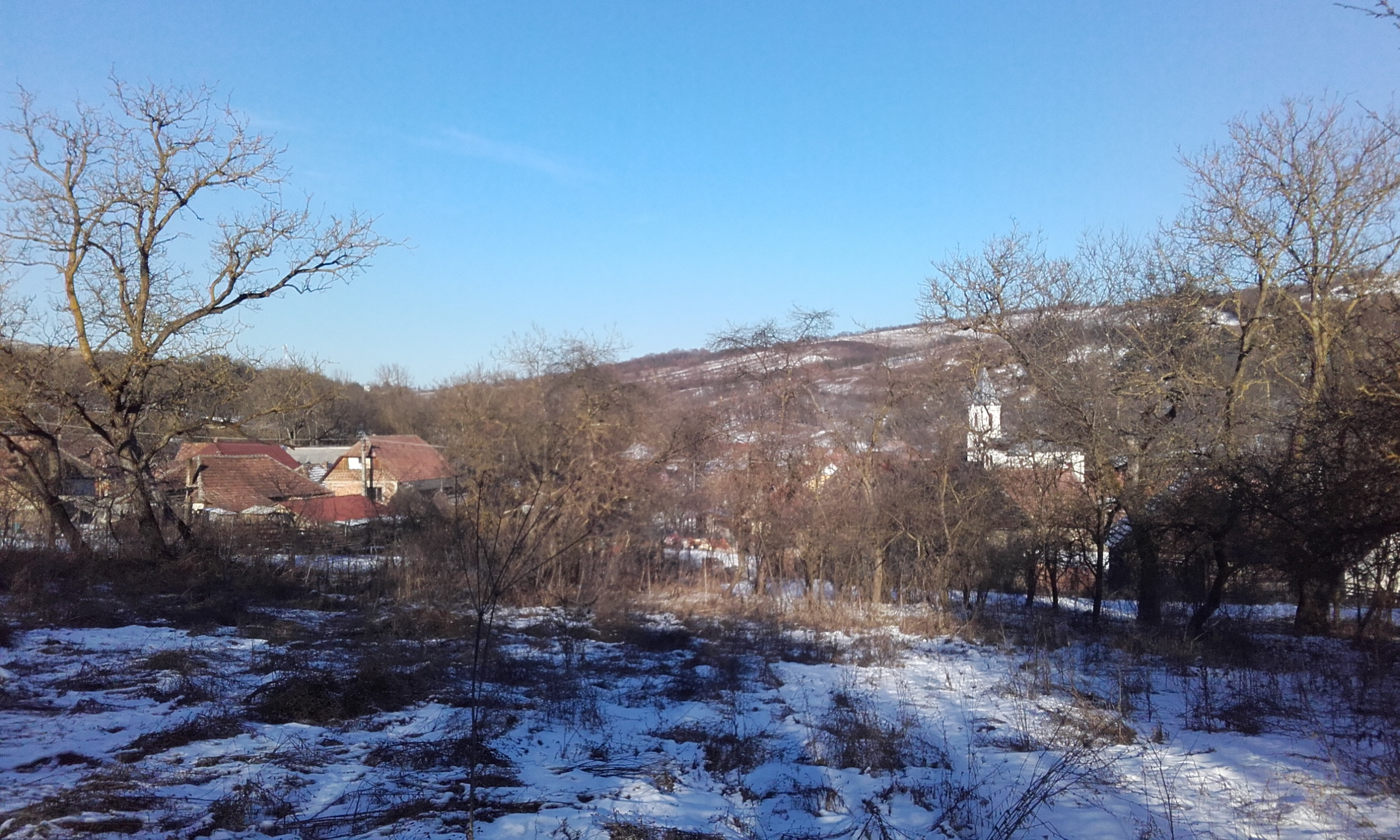
Imagine din satul Bozna, Sălaj

Bozna este un sat în comuna Treznea din județul Sălaj, Transilvania, România.
A fost atestat documentar pentru prima oară în anul 1619, sub numele de Szent Peterfalva. Alte atestări documentare au fost făcute în anii 1657 (Szentpeterffalva), 1722 (Sent Peterfalva), 1733 (Bozna), 1750 (Szent Peterfalva), 1850 ( Szentpeterfalva ), 1854 ( Szent-Peterfalva, Bozna), 1900 (Szentpeterfalva), 1930 (Bozna).
Numele inițial al localității vine de la numele Sfântului Petru, iar cea de Bozna de la vine de la substantivul românesc boz, care desemnează o „plantă erbacee cu miros neplăcut, cu flori albe și cu fructe negre, bozie” (Sambucus ebulus).
Până în anul 1905 a făcut parte din comuna Agrij, după acest an aparținând de comuna Treznea.

## Galerie de imagini

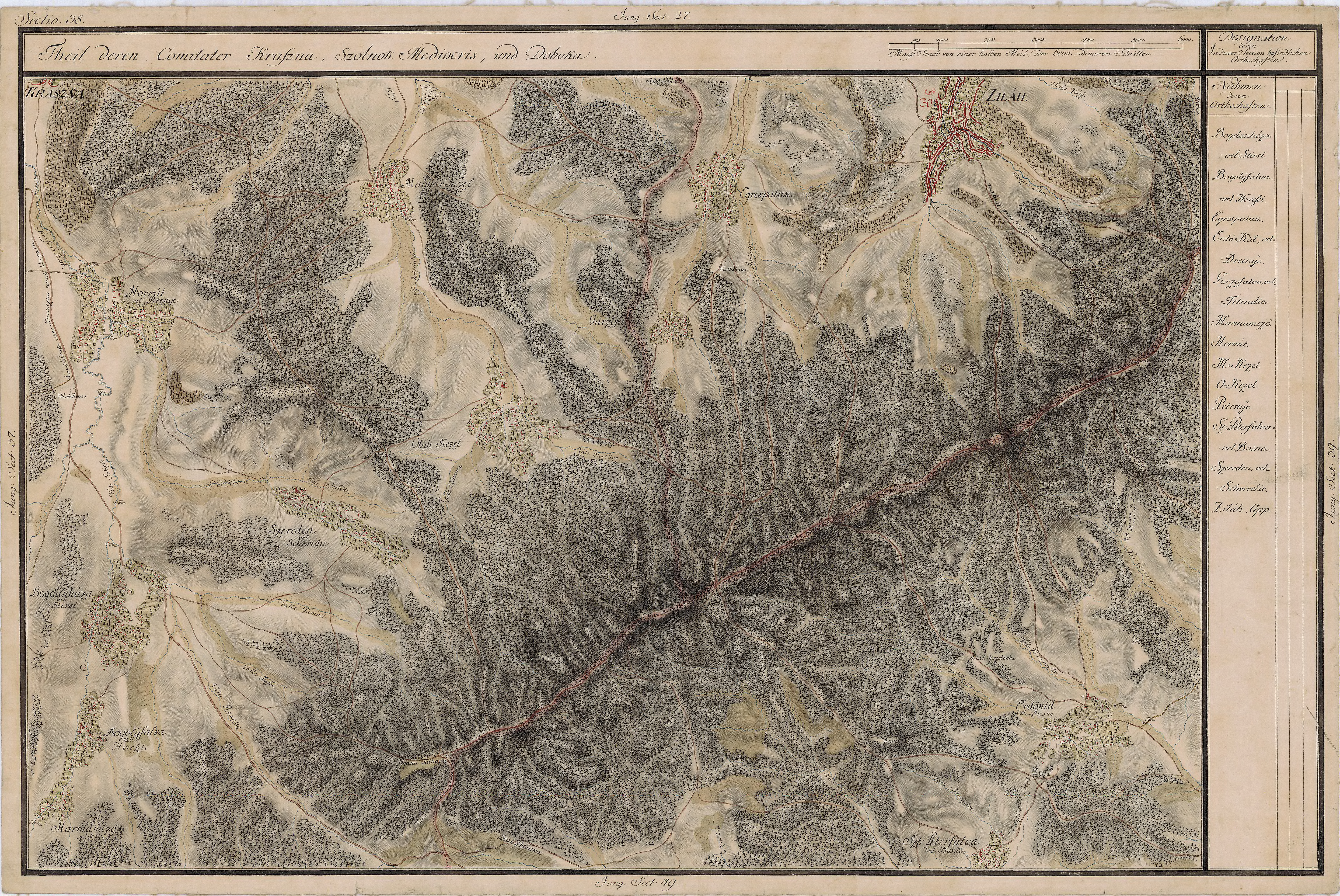
Bozna în Harta Iosefină a Transilvaniei, 1769-1773

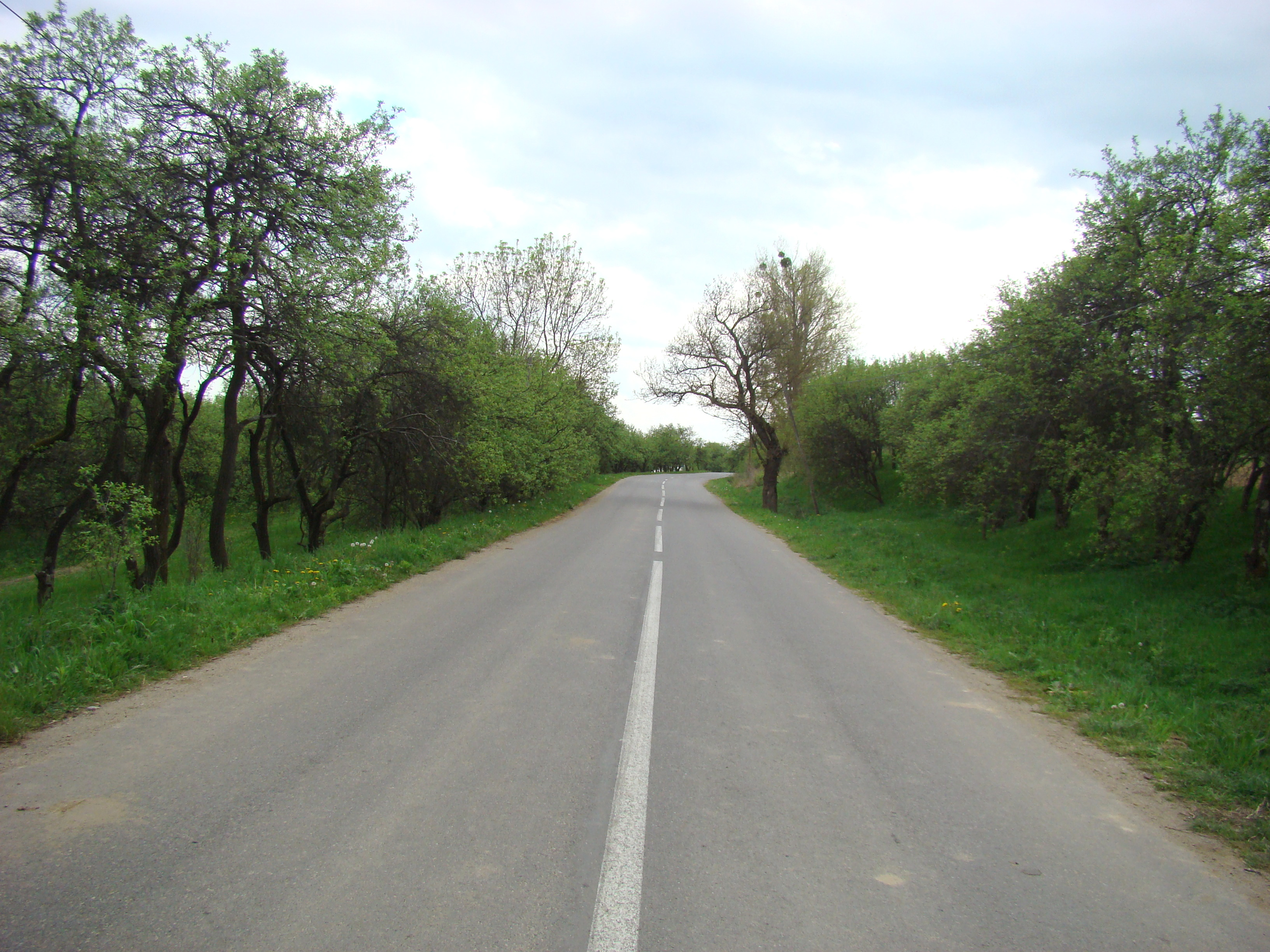
Drumul Agrij–Bozna
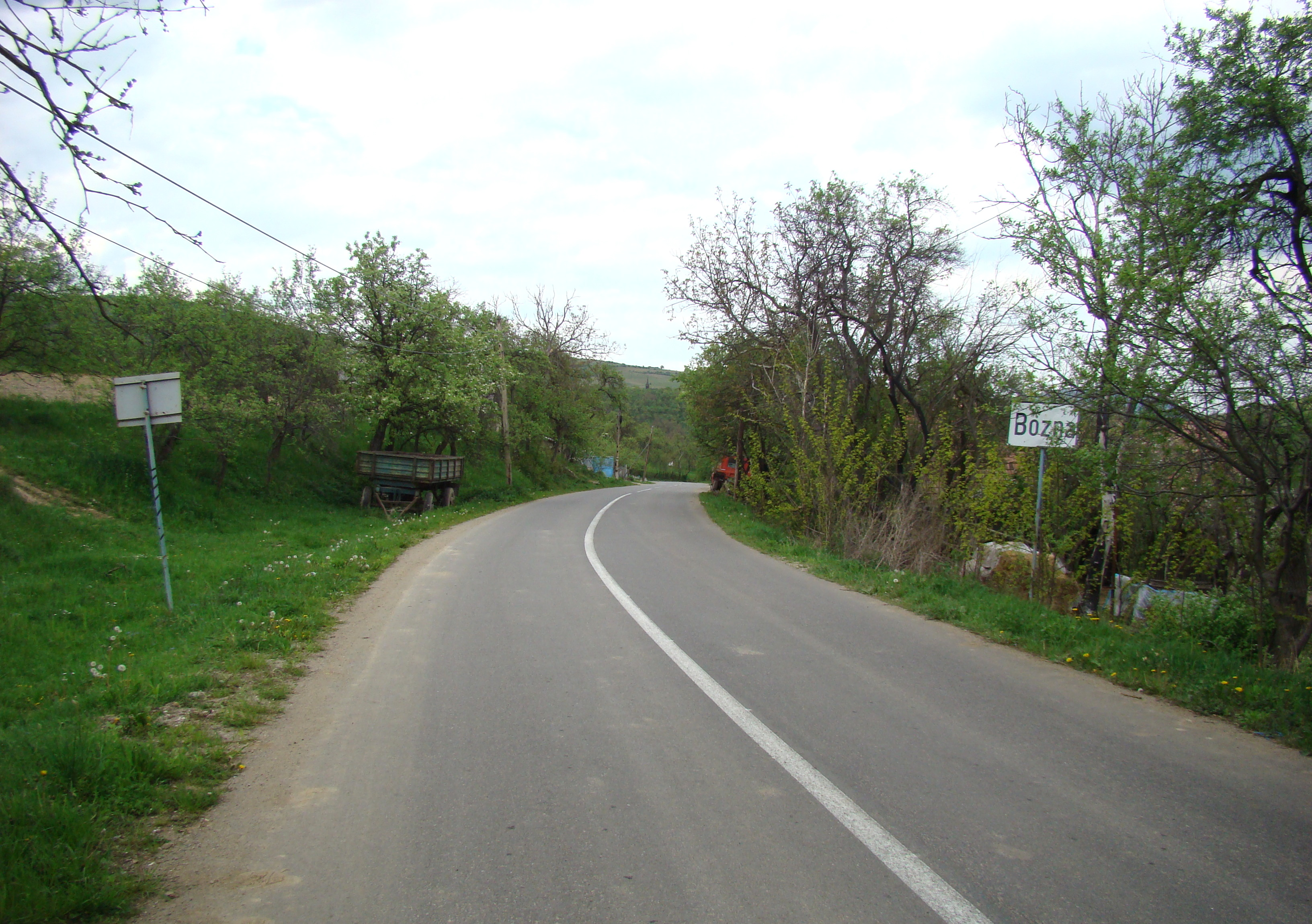
Intrarea în localitate
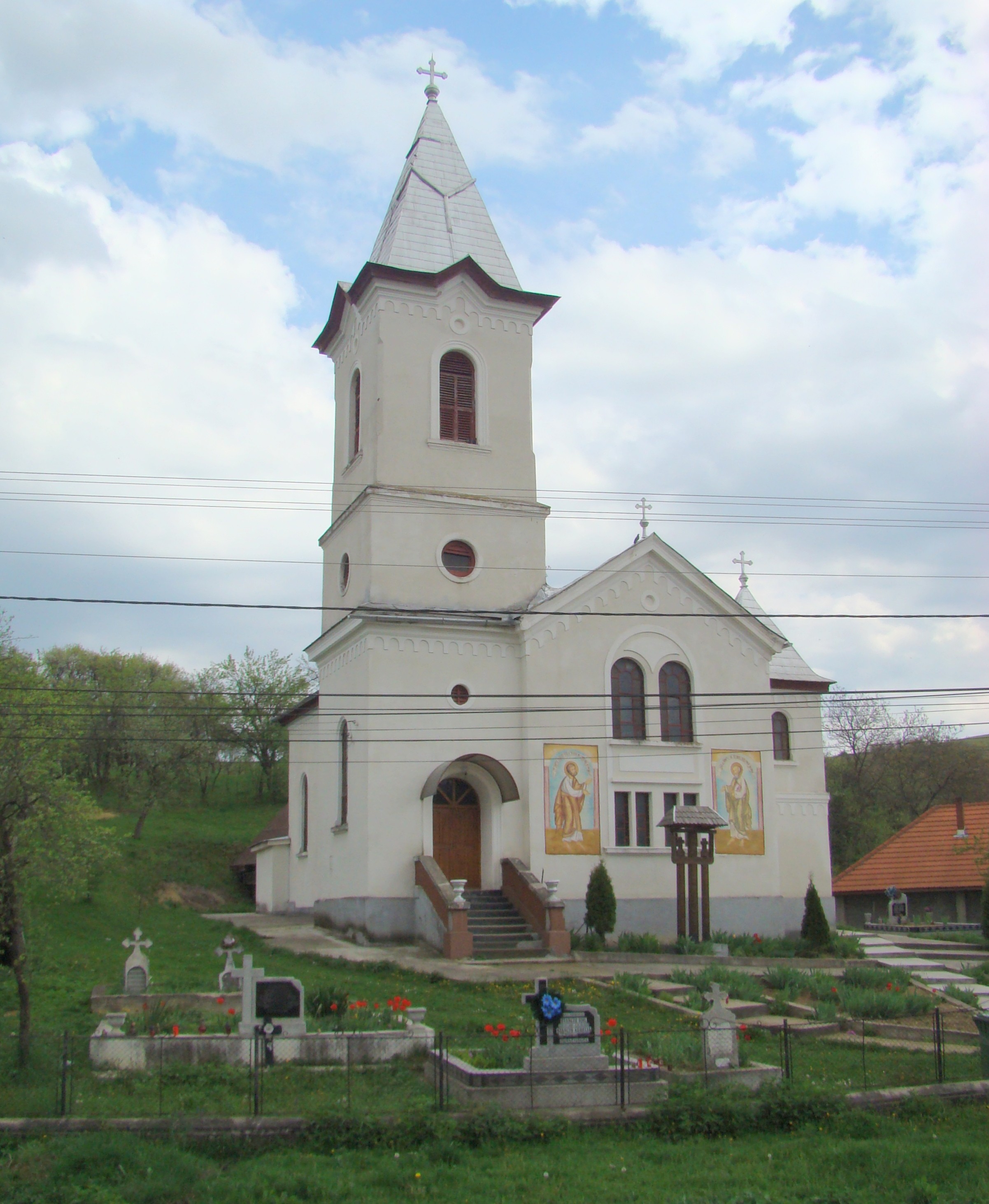
Biserica ortodoxă de zid
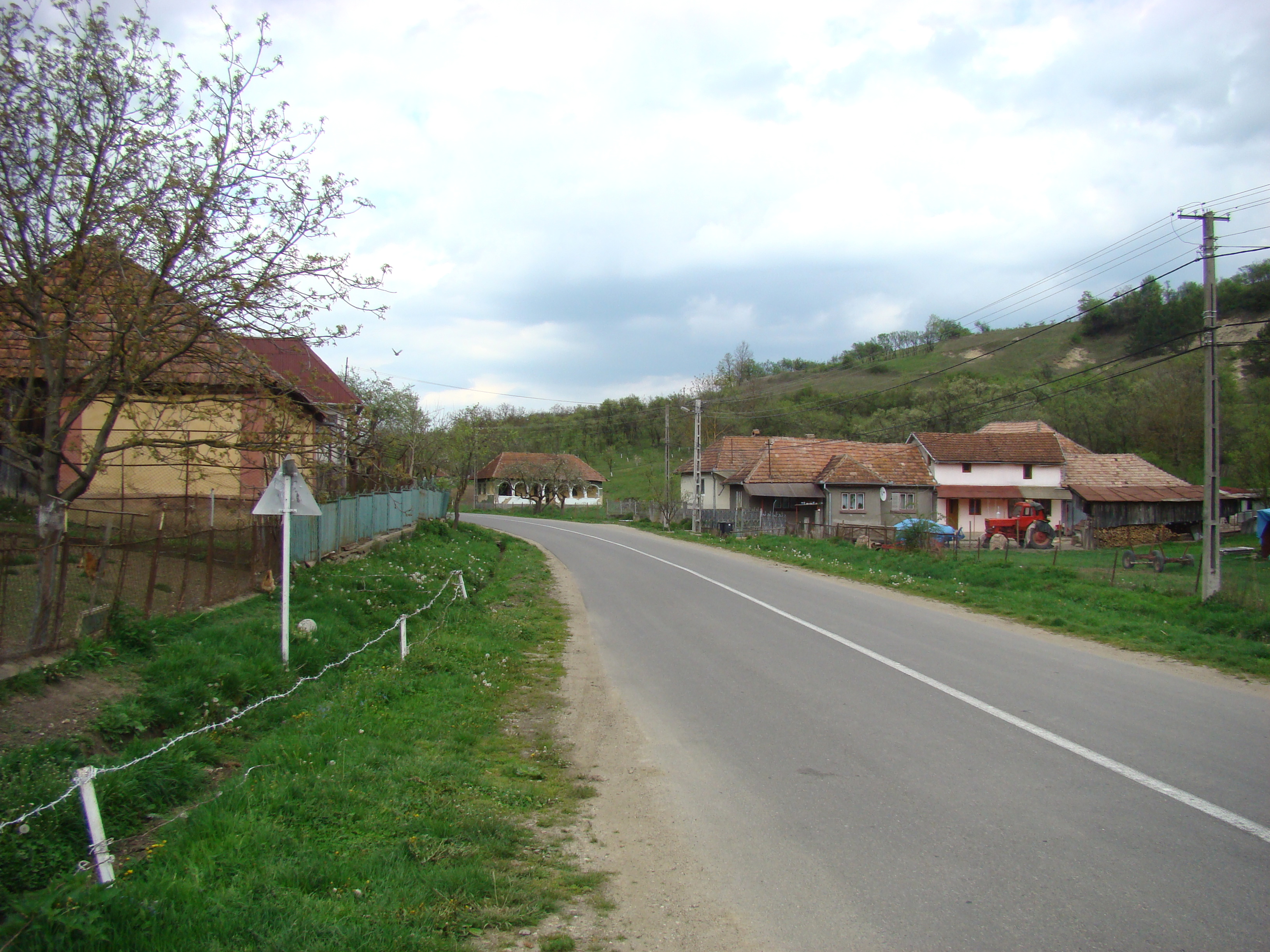

 Acest articol despre o localitate din județul Sălaj este deocamdată un ciot. Puteți ajuta Wikipedia prin completarea lui.